# Rávana

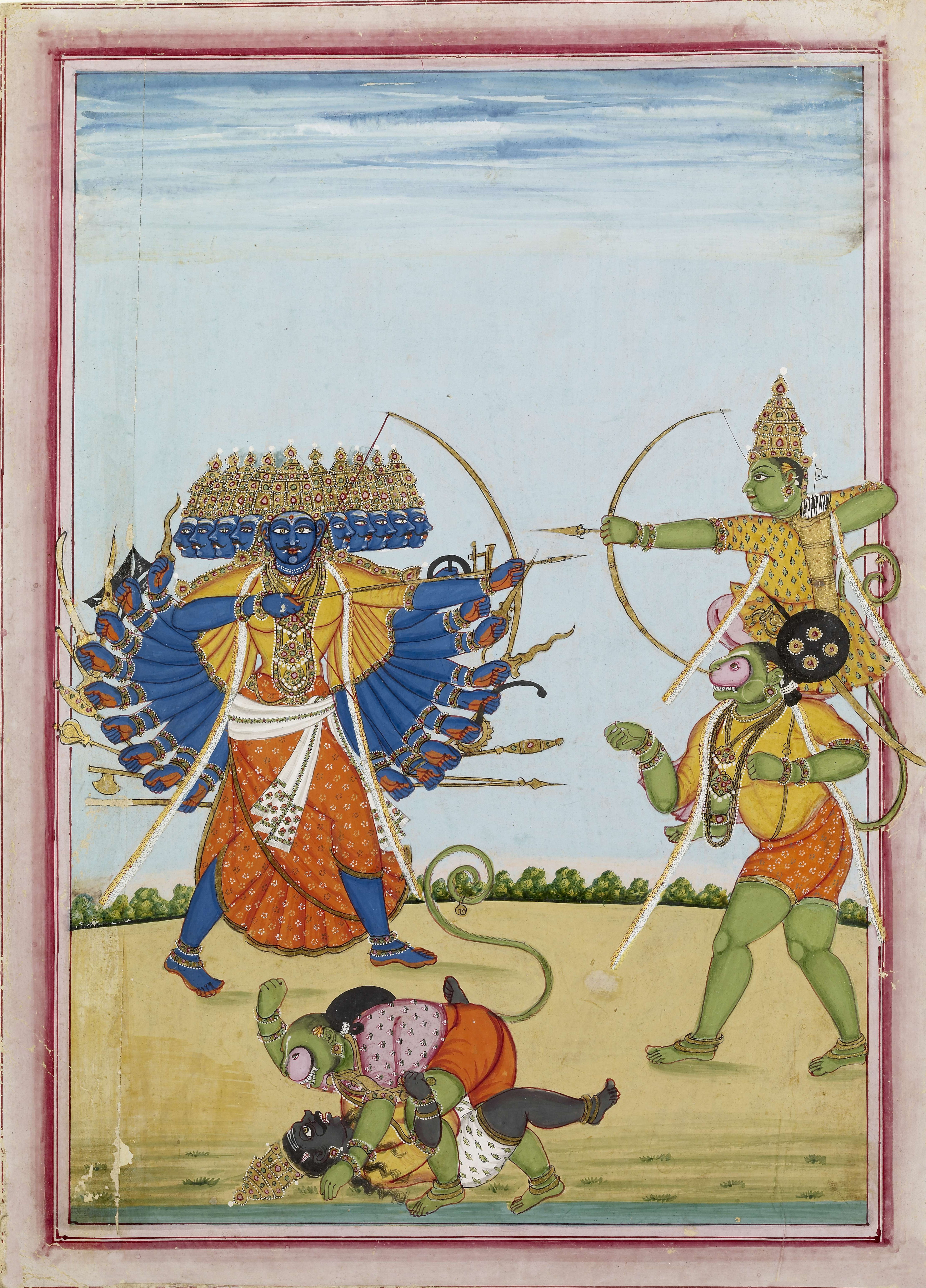
Rávana bojující s Rámou a Hanumánem na malbě z 1. poloviny 19. století

Rávana (v sanskrtu रावण, Rāvaṇa, doslova „vyvolávající nářek“) byl desetihlavý král rákšasů a úhlavní nepřítel prince Rámy v hinduistickém eposu Rámájana, jehož autorství je připisováno mudrci Válmíkimu. Sídlil na ostrově Lanka, ztotožňovaném se Srí Lankou (byť nejstarší verze eposu o umístění Lanky nemluví jednoznačně), kam unesl Rámovu manželku Sítu. Po obloze se pohyboval ve zlatém kočáru (vimáně) Pušpace. Ráma jej přemohl v bitvě s pomocí opičího boha Hanumána. Toto vítězství je připomínáno spálením jeho figuríny naplněné zábavní pyrotechnikou během oslav svátku Vidžajadašamí.
Zvláštním motivem je Rávana uvězněný pod horou Kailás, na které sedí Šiva s Párvatí podle příběhu, ve kterém se Rávana snažil horou otřást. Od 20. století se Rávana těší oblibě mezi některými, většinově buddhistickými, sinhálskými nacionalisty, kteří jej spíše než za démona považují za zdatného vladaře a odvozují od něj původ monarchie na ostrově. První srílanský CubeSat, vypuštěný z ISS v červnu 2019, byl podle něj pojmenován Raavana 1.